# Осада Гибралтара (1411)
Шестая осада Гибралтара в 1411 году была единственным случаем, когда контроль над Гибралтаром оспаривался между двумя исламскими державами, Гранадским эмиратом и Королевством Фес.

## История
После неудавшейся пятой осады Гибралтара в 1349—1350 годах, завершившейся смертью короля Кастилии Альфонсо XI от бубонной чумы, Королевство Кастилия погрузилось вгражданскую войну и её последствия. В 1369 году эмир Гранады Мухаммед V воспользовался внутренними конфликтами кастильцев и в ходе осады захватил город Альхесирас на западном берегу Гибралтарского залива, который ранее был отвоёван Альфонсо XI до этого захватил в 1344 году. Разрушив город до основания, Мухаммед V заключил мир с новым королём Кастилии Энрике II,  победившим в гражданской войне. Перемирие было продлено преемниками Энрике — Хуаном I и Энрике III. В этот период контроль над Гибралтаром перешёл от марокканской династии Маринидов, владевшей им с 1333 года, к Гранадскому эмирату. Причины этого перехода остаются неясными; возможно, он стал условием военной помощи Гранады Маринидам в подавлении восстаний в Марокко.
В феврале 1407 года, во время правления малолетнего Хуана II, перемирие между христианскими и исламскими государствами было нарушено из-за локального столкновения. Кастильский флот вышел в Гибралтарский пролив и нанёс серьёзное поражение мавританским силам. Правители Гранады и Марокко встретились в Гибралтаре для переговоров о новом перемирии, однако их союз распался из-за конфликта между лидерами.
В 1410 году гарнизон Гибралтара поднял восстание против гранадского правителя Юсуфа III, объявив верность марокканскому султану Абу Саиду Усману III. В ответ Абу Саид Усман III направил в регион своего брата Абу Саида с армией из 1 000 всадников и 2 000 пехотинцев. Им удалось захватить несколько замков, а также порты Эстепоны и Марбельи. Однако в 1411 году гранадцы начали контрнаступление, оттеснив Абу Саида к Гибралтару, где тот укрепился. Сын Юсуфа III, Ахмад, осадил крепость и отразил попытки марокканцев деблокировать её. В итоге сторонники Гранады внутри гарнизона помогли осаждающим проникнуть в город. После штурма мавританского замка Абу Саид капитулировал, и власть Гранады над Гибралтаром была восстановлена. Абу Саид Усман III потребовал от Юсуфа III казнить брата за измену, но гранадский султан вместо этого предоставил Абу Саиду войска для организации мятежа в Марокко, который в итоге потерпел поражение.